# Challenger de Shymkent
El Shymkent Challenger es un torneo profesional de tenis. Pertenece al ATP Challenger Tour. Se juega desde el año 2017 sobre pistas de tierra batida, en Shymkent, Kazajistán.

## Palmarés

### Individuales
| Año       | Campeón           | Finalista           | Resultado        |
| --------- | ----------------- | ------------------- | ---------------- |
| 2017      | Ričardas Berankis | Yannick Hanfmann    | 6-3, 6-2         |
| 2018      | Yannick Hanfmann  | Roberto Cid Subervi | 7-6(3), 4-6, 6-2 |
| 2019-I    | Andrej Martin     | Dmitry Popko        | 5-7, 6-4, 6-4    |
| 2019-II   | Andrej Martin     | Stefano Travaglia   | 6-4, 6-4         |
| 2020-2021 | No Celebrado      | No Celebrado        | No Celebrado     |
| 2022-I    | Emilio Nava       | Sebastian Fanselow  | 6-4, 7-6(3)      |
| 2022-II   | Sergey Fomin      | Robin Haase         | 7-6(4), 6-3      |

### Dobles
| Año     | Campeones                                 | Finalistas                         | Resultado           |
| ------- | ----------------------------------------- | ---------------------------------- | ------------------- |
| 2017    | Hans Podlipnik Castillo Andrei Vasilevski | Clément Geens Juan Pablo Paz       | 6-4, 6-2            |
| 2018    | Lorenzo Giustino Gonçalo Oliveira         | Lucas Miedler Sebastian Ofner      | 6-2, 7-6(4)         |
| 2019-I  | Jurij Rodionov Emil Ruusuvuori            | Gonçalo Oliveira Andrei Vasilevski | 6-4, 3-6, [10-8]    |
| 2019-II | Nikola Čačić Yang Tsung-hua               | André Göransson Marc-Andrea Hüsler | 6–4, 6–4            |
| 2020    | No Celebrado                              | No Celebrado                       | No Celebrado        |
| 2022-I  | Antoine Bellier Gabriel Décamps           | Sebastian Fanselow Kaichi Uchida   | 7-6(3), 6-3         |
| 2022-II | Sanjar Fayziev Markos Kalovelonis         | Mikael Torpegaard Kaichi Uchida    | 6-7(3), 6–4, [10–4] |